# Supercoppa svizzera 2021 (pallavolo maschile)
La Supercoppa svizzera 2021 si è svolta il 19 settembre 2021: al torneo hanno partecipato due squadre di club svizzere e la vittoria finale è andata per la prima volta allo Jona.

## Regolamento
Le squadre hanno disputato una gara unica.

## Squadre partecipanti
| Squadra | Qualificazione                       |
| ------- | ------------------------------------ |
| Chênois | Vincitrice Lega Nazionale A 2020-21  |
| Jona    | Vincitrice Coppa di Svizzera 2020-21 |

## Torneo
| 19 settembre 2021 Arena Mobilière, Muri bei Bern Durata: ? - Spettatori: 929 | Chênois | 0 - 3 | Jona | 20-25, 28-30, 22-25 |